# Slaefke
Slaefke is een Belgisch bier . Het wordt gebrouwen door Brouwerij De Graal te Brakel.

## Achtergrond
Slaefke wordt exclusief gebrouwen voor de organisatoren van de fluitjesfeesten in Ouwegem, een deelgemeente van Zingem. Daarom wordt het ook Aughems Fluytjesbier genoemd. De feesten vinden jaarlijks plaats in het eerste weekend na Pinksteren. Rond de fluitjesfeesten weven de organisatoren een verhaal over zeepiraten die in de 17e eeuw Afrikanen en Europeanen gevangennamen om hen te verkopen als slaven. Om vrij te komen, moesten ze veel geld betalen. Onder meer de Trinitariërs, een religieuze orde, werd opgericht met als doel het vrijkopen van christelijke slaven. Als vrijgekomen slaven dan terug thuis kwamen, werd een groot feest georganiseerd. In Ouwegem zouden ze dan verwelkomd zijn door een stoet, voorafgegaan door iemand die op een fluit speelde om hun komst aan te kondigen, vandaar de naam “fluitjesfeesten”. Ouwegem heeft reeds meer dan 100 jaar snoepjesfluiten, snoepgoed in de vorm van een fluitje.

Sinds 2009 is jeugdschrijver Marc De Bel peter van d’Ouwegemse Fluitjesfeesten. Hij werd ook peter van het Slaefke-bier. De naam van het bier, Slaefke, verwijst uiteraard naar het bevrijden van slaven. Op het etiket staat een tekening van een slaaf, geïnspireerd door een houten beeld van een vastgeketende slaaf in de kerk van Ouwegem.

## Het bier
Slaefke is een blonde tripel met een alcoholpercentage van 7,5%. Alle brouwsels van De Verhuisbrouwerij krijgen een nummer, maar ook alle brouwsels van een bepaald bier krijgen een eigen nummer omdat er smaakevolutie ontstaat door nagisting in de fles en ieder bier dus een beetje een andere smaak heeft. Slaefke werd voor het eerst grootschalig gebrouwen op 26 april 2011. Het kon voor het eerst geproefd worden op d’Ouwegemse Fluitjesfeesten van 19 juni 2011. Slaefke II werd terug uit de handel genomen omdat het schuim te instabiel was. Intussen is het vierde brouwsel (Slaefke IV) reeds op de markt. Dit werd eind september 2011 gemaakt. Er werd telkens 700 liter gebrouwen.
Het bier is verkrijgbaar in flessen van 33 cl.